# Nordizität
Der Begriff der Nordizität (engl.: nordicity, franz.: la nordicité) wurde in den 1960er Jahren durch den kanadischen Geographen Louis-Edmond Hamelin eingeführt. Die Idee war eine Beschreibung einzelner Orte nach Werten ihrer „Nördlichkeit“. Dabei fließen in den Nordizitätsfaktor, im Gegensatz zu anderen beschreibenden Kriterien wie Klimagürtel, Vegetationszonen und anderen, mehrere Merkmale ein. Die maximale Nordizität wird am geographischen Nordpol erreicht und hat dort den fiktiven Wert 1000. Die Nordizität ergibt sich aus den folgenden zehn anthropogenen und natürlichen Faktoren:
- Geographische Breite
- Sommertemperatur
- Jährliche Durchschnittstemperatur
- Glaziologie
- Niederschlag
- Vegetation
- Erreichbarkeit über Verkehrswege exklusiv des Luftweges
- Luftverkehrsanbindung und Erreichbarkeit
- Bevölkerung
- Wirtschaftskraft, gemessen über das BIP

Dabei kann jedes einzelne Merkmal einen Wert von 0 bis 100 annehmen, wodurch sich der maximale Wert von 1000 erklärt. Der minimale Wert, um überhaupt von dem fiktiven Begriff „Nördlichkeit“ zu sprechen, beträgt 200.
Dabei ändert sich die Nordizität einzelner Siedlungen im Laufe der Zeit unterschiedlich stark, meist in Richtung geringerer Nordizität. 
Angewendet wird Hamelins Nordizität durchaus nicht nur in Kanada. Der Staat Kanada führt eine Liste der Nordizität seiner Siedlungen, aber auch seiner Provinzen und Territorien. Beispielsweise betrug die Nordizität der Provinz Saskatchewan um 1881 etwa 200; heute (2007) wird sie mit 116 angegeben. Andere Beispiele: Vancouver 35, Alert 878 und Isachsen 925 (2007).
Die Idee der Klassifikation nach Nordizität stammt ursprünglich aus der Sowjetunion. 